# Alessandro Scanziani
Alessandro Scanziani (Verano Brianza, 23 marzo 1953) è un ex calciatore e allenatore di calcio italiano.

## Carriera

### Giocatore

Scanziani solleva la prima Coppa Italia nella storia della

Mezzala di punta dotata di un certo estro, ha militato nelle seguenti squadre: Como, Inter, Ascoli, Sampdoria, Genoa e Arezzo. Nelle sue due stagioni in nerazzurro (dal 1977 al 1979) ha collezionato 46 presenze in campionato, segnando otto gol e vincendo la Coppa Italia 1977-1978.
Ha giocato più di cinquecento partite da professionista segnando più di 80 gol. Con la Sampdoria è stato promosso in Serie A e ha conquistato, da capitano della squadra, il primo trofeo della storia blucerchiata, la Coppa Italia 1984-1985.

### Allenatore
Come allenatore ha ottenuto una promozione in Serie C2 con la Gallaratese nel 1995.
Successivamente ha guidato Como (5º posto con finale play-off persa, e un esonero dopo la sconfitta casalinga col Carpi 1-4 e i lariani in zona retrocessione), Modena (esonerato), Lumezzane (finale di play-off), SPAL, Lecco (prima sostituisce Roberto Donadoni, e poi fu esonerato dopo una serie negativa finita con la sconfitta interna col Padova 1-4 che fa retrocedere i blucelesti in zona retrocessione) e Pro Sesto. Nel 2009 allenò il Pergocrema, ma fu esonerato dopo 8 partite con la squadra in zona retrocessione.

### Dopo il ritiro
Ha anche fatto politica (come consigliere comunale a Verano Brianza), ed è stato a più riprese commentatore di partite per Mediaset. Nell'estate 2011 è stato commentatore per le amichevoli estive su Sportitalia.

## Statistiche

### Statistiche da allenatore
| Stagione            | Squadra          | Campionato       | Campionato | Campionato | Campionato | Campionato | Coppe nazionali | Coppe nazionali | Coppe nazionali | Coppe nazionali | Coppe nazionali | Coppe continentali | Coppe continentali | Coppe continentali | Coppe continentali | Coppe continentali | Altre coppe | Altre coppe | Altre coppe | Altre coppe | Altre coppe | Totale | Totale | Totale | Totale | % Vittorie | Piazz.                |
| Stagione            | Squadra          | Comp             | G          | V          | N          | P          | Comp            | G               | V               | N               | P               | Comp               | G                  | V                  | N                  | P                  | Comp        | G           | V           | N           | P           | G      | V      | N      | P      | %          | Piazz.                |
| ------------------- | ---------------- | ---------------- | ---------- | ---------- | ---------- | ---------- | --------------- | --------------- | --------------- | --------------- | --------------- | ------------------ | ------------------ | ------------------ | ------------------ | ------------------ | ----------- | ----------- | ----------- | ----------- | ----------- | ------ | ------ | ------ | ------ | ---------- | --------------------- |
| 1994-1995           | Gallaratese      | CND              | 34         | 21         | 7          | 6          | CI-D            | 10              | 4               | 5               | 1               | -                  | -                  | -                  | -                  | -                  | PS          | 4           | 3           | 0           | 1           | 48     | 28     | 12     | 8      | 58,33      | 1º (promozione)       |
| 1995-1996           | Como             | C1               | 34+3       | 13+1       | 12+1       | 9+1        | CI+CI-C         | 1+2             | 0+0             | 0+1             | 1+1             | -                  | -                  | -                  | -                  | -                  | -           | -           | -           | -           | -           | 40     | 14     | 14     | 12     | 35,00      | 5º                    |
| ago.-dic. 1996      | Como             | C1               | 16         | 3          | 8          | 5          | CI+CI-C         | 1+1             | 0+0             | 1+1             | 0+0             | -                  | -                  | -                  | -                  | -                  | -           | -           | -           | -           | -           | 18     | 3      | 10     | 5      | 16,67      | Esonerato             |
| Totale Como         | Totale Como      | Totale Como      | 50+3       | 16+1       | 20+1       | 14+1       |                 | 5               | 0               | 3               | 2               |                    | -                  | -                  | -                  | -                  |             | -           | -           | -           | -           | 58     | 17     | 24     | 17     | 29,31      |                       |
| ott. 1997-mar. 1998 | Modena           | C1               | 21         | 11         | 5          | 5          | CI-C            | 4               | 1               | 3               | 0               | -                  | -                  | -                  | -                  | -                  | -           | -           | -           | -           | -           | 25     | 12     | 8      | 5      | 48,00      | Subentrato, esonerato |
| gen.-giu. 1999      | Lumezzane        | C1               | 14+3       | 9+2        | 5          | 0+1        | -               | -               | -               | -               | -               | -                  | -                  | -                  | -                  | -                  | -           | -           | -           | -           | -           | 17     | 11     | 5      | 1      | 64,71      | Subentrato, 3º        |
| 1999-feb. 2000      | Lumezzane        | C1               | 24         | 4          | 12         | 8          | CI+CI-C         | 6+6             | 1+3             | 1+2             | 4+1             | -                  | -                  | -                  | -                  | -                  | -           | -           | -           | -           | -           | 36     | 8      | 15     | 13     | 22,22      | Esonerato             |
| Totale Lumezzane    | Totale Lumezzane | Totale Lumezzane | 38+3       | 13+2       | 17         | 8+1        |                 | 12              | 4               | 3               | 5               |                    | -                  | -                  | -                  | -                  |             | -           | -           | -           | -           | 53     | 19     | 20     | 14     | 35,85      |                       |
| ago.-nov. 2000      | SPAL             | C1               | 10         | 2          | 4          | 4          | CI-C            | 4               | 2               | 0               | 2               | -                  | -                  | -                  | -                  | -                  | -           | -           | -           | -           | -           | 14     | 4      | 4      | 6      | 28,57      | Esonerato             |
| dic. 2001-mar. 2002 | Lecco            | C1               | 13         | 3          | 5          | 5          | -               | -               | -               | -               | -               | -                  | -                  | -                  | -                  | -                  | -           | -           | -           | -           | -           | 13     | 3      | 5      | 5      | 23,08      | Subentrato, esonerato |
| feb.-apr. 2004      | Pro Sesto        | C2               | 10         | 0          | 5          | 5          | -               | -               | -               | -               | -               | -                  | -                  | -                  | -                  | -                  | -           | -           | -           | -           | -           | 10     | 0      | 5      | 5      | &0,00      | Subentrato, esonerato |
| nov. 2009-gen. 2010 | Pergocrema       | 1D               | 8          | 1          | 2          | 5          | CI-LP           | 1               | 0               | 1               | 0               | -                  | -                  | -                  | -                  | -                  | -           | -           | -           | -           | -           | 9      | 1      | 3      | 5      | 11,11      | Subentrato, esonerato |
| Totale carriera     | Totale carriera  | Totale carriera  | 190        | 70         | 66         | 54         |                 | 36              | 11              | 15              | 10              |                    | -                  | -                  | -                  | -                  |             | 4           | 3           | 0           | 1           | 230    | 84     | 81     | 65     | 36,52      |                       |

## Palmarès

### Giocatore
- Coppa Italia: 2

Inter: 1977-1978
Sampdoria: 1984-1985
- Torneo di Capodanno: 1

Ascoli: 1981

### Allenatore
- Coppa Italia Serie C: 1

Como: 1996-1997